# Dale Thompson
Philip Dale Thompson, född 1963, är en amerikansk sångare och låtskrivare.
Thompson startade 1983 det kristna metalbandet Bride tillsammans med sin bror, gitarristen Troy Thompson.
Han ämnade söka Constitution Partys kandidatur i presidentvalet i USA 2008 men bestämde sig i mars 2007 för att dra sig tillbaka från valkampanjen.

## Diskografi
Soloalbum
- Speak into the Machine (1994)
- Dale Thompson and the Religious Overtones (1995)
- Testimony (som Dale Thompson and The Kentucky Cadillacs) (1998)
- Acoustic Daylight (1998)
- Unbridled (2002)